# Abdução (lógica filosófica)
A abdução é uma das três formas canônicas de inferência para estabelecer hipóteses científicas. As outras duas são a indução e a dedução. A abdução foi a noção que Charles Sanders Peirce adaptou, usando-a no suposto sentido aristotélico, e contemporaneamente é utilizada em pesquisas acadêmicas, principalmente na Semiótica e nas Ciências da Comunicação.
A forma lógica é a seguinte: Tem-se observado B (um conjunto de dados ou factos) e A podendo explicar B.
É  provável que A esteja certo. Assim, a abdução é a inferência a favor da melhor explicação. A hipótese A, ao ser verdadeira, explica B. nenhuma outra hipótese pode explicar tão bem B como A. Logo, A é provavelmente verdadeira. 
Na abdução utilizam-se certos dados para se chegar a uma conclusão mais ampla, como acontece nas inferências da melhor explicação. 
Na abdução, o que está implicado não é uma função de verdade, mas antes uma relação de causalidade. A abdução estabelece a probabilidade da conclusão da inferência e não necessariamente a sua verdade. O facto de um conjunto de dados B poder ser o efeito da causa A, pode não permitir inferir categoricamente uma ilação de A sobre B, dado ser uma causa possível entre muitas outras. O mesmo efeito pode ser consequência de diferentes causas. Mesmo naqueles casos em que a massa de dados disponível a favor de uma dada hipótese seja tão grande quanto possamos desejar, é sempre possível imaginar consistentemente que outra causa originou o conjunto de efeitos conhecido. A selecção de uma dada hipótese causal tem de depender de outros critérios de escolha, como por exemplo a simplicidade da explicação. Assim, o objectivo de um processo abdutivo é o de alcançar uma explicação para um determinado acontecimento ou conjunto de acontecimentos. 
Um exemplo poderia ser ao se deparar com pegadas de um equino, estando num país não africano, a abdução mais provável seria de que esta marca pertencesse a espécie Equus ferus caballus, ou seja, um simples cavalo, do que uma zebra. 